# Groapa Marianelor

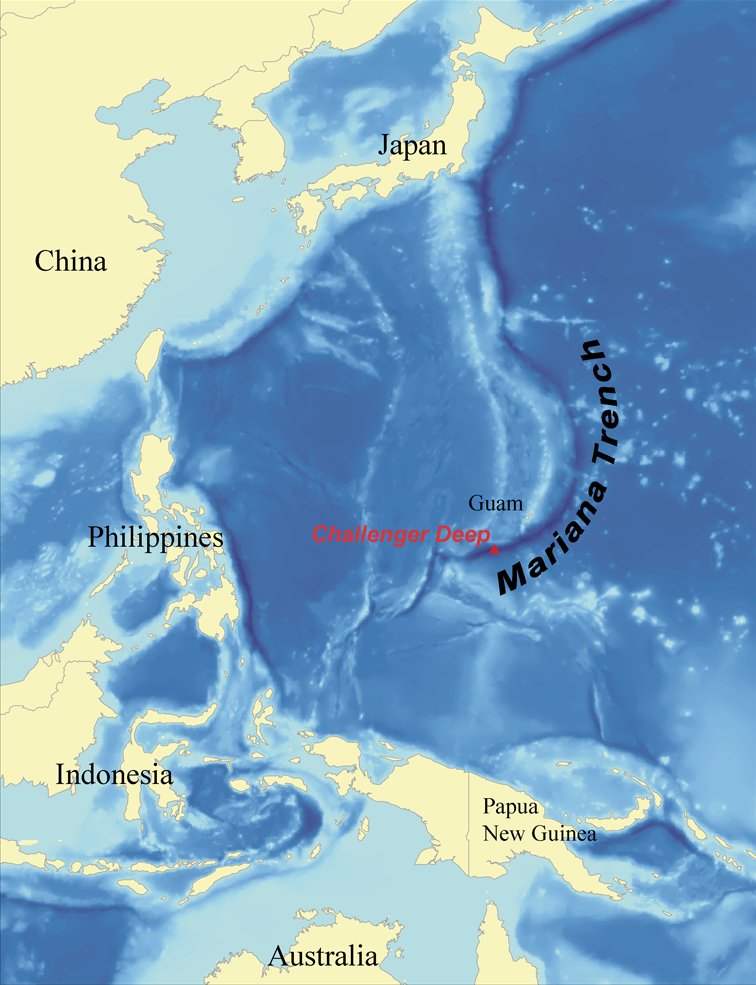
Harta gropii Marianelor

Groapa Marianelor este cel mai adânc punct de pe suprafața Pământului, aflat în Oceanul Pacific, având o adâncime maximă de 10.984 m.

## Geografie
Groapa Marianelor se află la nord de ecuator în apropiere de Insulele Mariane ce aparțin de Melanezia. Groapa se află situată la circa 2.000 km est de Insulele Filipine și la sud de insula Guam. La nord groapa se continuă în groapa Bonin, care continuă, la rândul ei, mai departe în nord în groapa Japoniei.
La 23 ianuarie 1960, Groapa Marianelor a fost vizitată de Jacques Piccard și Don Walsh, care, după o coborâre în batiscaf ce a durat 4 ore și 48 de minute, au atins adâncimea de 10916 m.